# Spirinia flagellata
Spirinia flagellata är en rundmaskart som beskrevs av Vitiello 1971. Spirinia flagellata ingår i släktet Spirinia och familjen Desmodoridae. Inga underarter finns listade i Catalogue of Life.